# Izolacja funkcjonalna
Izolacja funkcjonalna – (ang. operational insulation) izolacja stanowiąca konstrukcyjną część urządzenia elektrycznego. Jest to taka izolacja między częściami przewodzącymi, która jest niezbędna do prawidłowego działania urządzenia.